# Списък с титлите и почестите на Елизабет II
Следните са титлите, обръщенията, гербовете и знамената на Елизабет II:

## Титли и обръщения
- 21 април 1926 г. – 11 декември 1936 г.: Нейно кралско височество принцеса Елизабет Йоркска[1]
- 11 декември 1936 г. – 20 ноември 1947 г.: Нейно кралско височество принцеса Елизабет
- 20 ноември 1947 г. – 6 февруари 1952 г.: Нейно кралско височество принцеса Елизабет, херцогиня на Единбург[2]
- 6 февруари 1952 г. – 8 септември 2022 г.: Нейно Величество Кралицата

Елизабет заема много титли и почетни военни позиции в цялата Общност на нациите, суверен е на много ордени в собствените си страни и получава почести и награди от цял свят. Във всяко от нейните владения тя има отделна титла, която следва подобна формула: Кралица на Сейнт Лусия и на другите ѝ царства и територии в Сейнт Лусия, кралица на Австралия и другите ѝ кралства и територии в Австралия и т.н. На Нормандските острови и на остров Ман, които са зависими от короната, а не отделни кралства, тя е известна съответно като Херцог на Нормандия и Лорд на Ман. Допълнителните обръщения включват Защитник на вярата и Херцог на Ланкастър.
Когато се разговаря с Елизабет II, правилният етикет е да се обръщаш към нея първоначално с Ваше Величество и след това с Мадам (произнася се /mæm/), с кратко „а“, както в jam.

## Гербове
От 21 април 1944 г. до възкачването ѝ на престола гербовете на Елизабет са съставени от щит, носещ герба на Великобритания, различен по бризура с три сребристи върха, централният носещ Тюдорска роза, а първият и третият – кръст на Свети Георги. След като става кралица, тя наследява различните гербове на баща си.
| Герб на принцеса Елизабет (1944 – 1947) | Герб на принцеса Елизабет, херцогиня на Единбург (1947 – 1952) | Герб на Елизабет II в Англия, Уелс и Северна Ирландия | Герб на Елизабет II в Шотландия | Герб на Елизабет II в Канада |

## Траспаранти, знамена и щандарти

### Общи положения
Кралица Елизабет II има различни знамена, които да я представят лично и като държавен глава на няколко независими нации по света. Те обикновено се използват на всяка сграда, кораб, кола или самолет, където тя присъства. Тези хералдически знамена обикновено са герб на нацията под формата на транспарант. Често представляват кралицата в ролята ѝ на глава на Британската общност или като монарх на кралство на Британската общност, в която тя не притежава уникален флаг.
Тя притежава кралски щандарти и лични знамена за употреба във Великобритания, Канада, Австралия, Нова Зеландия, Ямайка, Барбадос и другаде. Кралският щандарт представлява не само суверена, но и Обединеното кралство.

### Лично знаме
Личното знаме на кралицата е лично за нея и не може да се носи от никой друг освен нея. То се състои от инициала „E“, обозначен с кралската корона, заобиколен от корона от рози. Въпреки че не е знаме на „главата на Британската общност“, то всъщност се превръща в личното знаме на Британската общност на кралицата. Той се носи, за да отбележи нейното присъствие в немонархически държави от Британската общност и в кралства, които не са приели лично знаме специално за кралицата. Някои кралства са приели свои собствени версии на знамето, което да се развява като лично знаме, когато кралицата е в тяхната страна, като всяко от тях включва гербовете на страната с личния дизайн на кралицата. Личното знаме на кралицата също се развява на редица поводи на Британската общност в Обединеното кралство.
- Кралски щандарт на принцеса Елизабет (1944 – 1953)
- Кралски щандарт на принцеса Елизабет (1944 – 1953) в Шотландия
- Кралски щандарт на Обединеното кралство, използван от кралица Елизабет II (1953 – 2022)
- Кралски щандарт на Обединеното кралство, използван от кралица Елизабет II (1953 – 2022) в Шотландия
- Щандарт на Елизабет II, кралица на Сиера Леоне
- Щандарт на Елизабет II, кралица на Канада (1962 – 2022)
- Щандарт на Елизабет II, кралица на Австралия (1962 – 2022)
- Щандарт на Елизабет II, кралица на Нова Зеландия (1962 – 2022)
- Щандарт на Елизабет II, кралица на Тринидад и Тобаго (1972 – 1976)
- Щандарт на Елизабет II, кралица на Ямайка (1966 – 2022)
- Щандарт на Елизабет II, кралица на Малта (1964 – 1974)
- Щандарт на Елизабет II, кралица на Мавриций (1972 – 1992)
- Щандарт на Елизабет II, кралица на Барбадос (1975 – 2021)
- Знаме на Елизабет II като Лорд-върховен адмирал на Обединеното кралство
- Знаме на Елизабет II като херцог на Ланкастър